# Mondorf-les-Bains

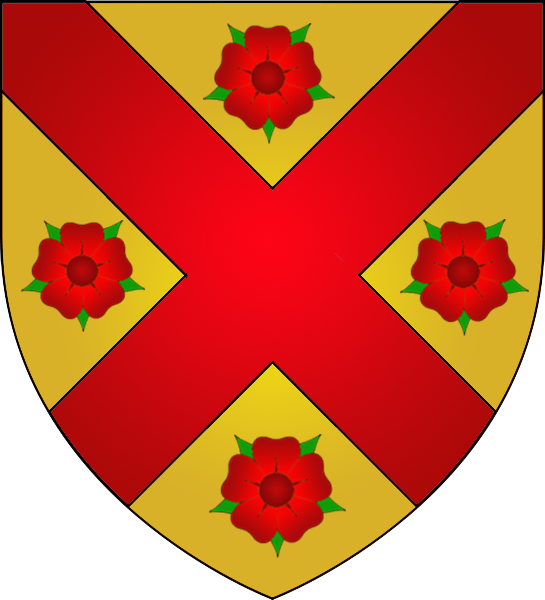
Kommunens vapen.

Mondorf-les-Bains (luxemburgska: Munneref, tyska: Bad Mondorf) är en kommun och ort i kantonen Remich i sydöstra Luxemburg. 2011 hade kommunen 4 447 invånare. Det är en kurort och Luxemburgs enda kasino (Casino 2000, öppnat 1983) finns där.
I andra världskrigets slutskede inrättade amerikanska myndigheter i lyxhotellet Palace Hotel i Mondorf-les-Bains krigsfångelägret Camp Ashcan, där bland andra Hermann Göring, Joachim von Ribbentrop, Wilhelm Keitel och Karl Brandt internerades. Hotellbyggnaden revs 1988 för att ge plats åt en modern spa-anläggning.